# Bromeliohyla
Bromeliohyla ist eine Gattung aus der Familie der Laubfrösche (Hylidae).

## Beschreibung
Die Gattung ist durch verschiedene genetische Merkmale definiert. Weitere mögliche Synapomorphien sind das Fortpflanzungsverhalten, wobei die Eier in Wasseransammlungen in Bromelien abgelegt werden, sowie der dorsoventral abgeflachte Körper und der verlängerte Schwanz der Kaulquappen.

## Vorkommen
Das Gebiet, in dem die Gattung vorkommt, umfasst den tropischen Süden Mexikos, Belize, Guatemala und das nördliche Honduras.

## Systematik
Die Gattung Bromeliohyla wurde 2005 durch Faivovich et al. erstbeschrieben. Sie ist nach den Bromelien benannt, in denen die Tiere ihre Eier ablegen. Die Arten dieser Gattung waren früher in der Laubfroschgattung Hyla vereint.
Derzeit sind 3 Arten beschrieben. (Stand: 9. August 2019)
- Bromeliohyla bromeliacia (Schmidt, 1933)
- Bromeliohyla dendroscarta (Taylor, 1940)
- Bromeliohyla melacaena (McCranie & Castañeda, 2006)